# Syzygium chandrasekharanii
Syzygium chandrasekharanii är en myrtenväxtart som beskrevs av M. Chandrabose och V.Chandras.. Syzygium chandrasekharanii ingår i släktet Syzygium och familjen myrtenväxter. Inga underarter finns listade i Catalogue of Life.